# Norton Subcourse
Norton Subcourse is een civil parish in het bestuurlijke gebied South Norfolk, in het Engelse graafschap Norfolk met 298 inwoners.